# Музей кинематографа (Салоники)
Музей кинематографа в Салониках — первый музей кинематографа в Греции. Основан в 1995 и открыт в 1997 году, когда Салоники были выбраны культурной столицей Европы. Эта инициатива совпала с мировым случаем столетия кинематографа.
Музей работает под руководством Министерства культуры Греции, представляет собой самостоятельную часть Международного кинофестиваля в Салониках. Согласно своему уставу, музей кинематографа существует, чтобы собирать, хранить и отображать кинематографические достопримечательности Греции. Для этого музей организует учебные и исследовательские программы в сотрудничестве с другими музеями в изучении и документировании любых предметов, каким-либо образом связанных с кино.
Музей выкупил несколько коллекций старых фильмов, фотоаппаратов, программ, фотографий, публикаций у известных представителей греческого кинематографа, как Никос Билилис и Василис Пападопулос, а также гигантские плакаты-афиши у художника К. Арванитидиса.